# Hannah Waldron
 (janvier 2021).
 (janvier 2021).
Si vous disposez d'ouvrages ou d'articles de référence ou si vous connaissez des sites web de qualité traitant du thème abordé ici, merci de compléter l'article en donnant les références utiles à sa vérifiabilité et en les liant à la section « Notes et références ».
Hannah Waldron, née le 18 septembre 1984, est une artiste et designer textile anglaise. Elle est connue pour son travail d'illustration et de tapisserie. 

## Biographie
Originaire d'Angleterre, Hannah Waldron a obtenu son  diplôme d'illustration à l'université de Brighton en 2007. Elle a commencé sa carrière en explorant l'illustration.
En 2010, elle a passé 6 mois à Berlin où elle découvert le travail tissé d'Anni Albers et Gunta Stölzl aux archives du Bauhaus. Depuis, elle a mis entre parenthèses sa pratique d’illustratrice pour explorer les possibilités offertes par le support textile, combinant motifs géométriques, couleurs et trames. Elle a repris une formation en textile à Konstfack de 2012 à 2014. 

## Expositions
- 2020: 
  - Solmania, Fotokino Gallery, Marseille, France (solo)
- 2018: 
  - Primary Traveller, Museum in the Park, Royaume-Uni (solo)
  - Chemin Papier, Le Signe, Chaumont, France
  - Grafixxx Fest, Anvers, Belgique
- 2017: 
  - She Lights Up The Night, Protein, Londres
  - Kate Derum Exhibition, Australian Tapestry Workshop
- 2016: 
  - SCP, London Design Festival, UK & Salon di Mobile, Milan, Italie
  - Örnsbergsauktionen, Södra Teatern, Stockholm, Suède
- 2015: 
  - Craft and the Makers, Direktorenhaus, Berlin, Allemagne
  - Cove Park showcase, MCF festival, Glasgow, Royaume-Uni
  - Laterna Magica, Musee Borely, Marseille, France
- 2014: 
  - Norrsken, Fotokino, Marseille, France
  - Design in full colour, Dutch design week, Eindhoven, Pays-Bas
  - HAY talent award 2014, Herning, Danemark
  - Cities of Ash, G39, Cardiff, Royaume-Uni
  - Konstfack spring exhition, Stockholm, Suède
- 2013: 
  - Map Tapestries, Observatoriemuseet, Stockholm,
  - Sweden Here & There, Various Projects, New York, USA
  - Design Anima, Rossana Orlandi, Milan, Italie
- 2012 : 
  - Soirée Graphique, Kunsthalle Bern, Suisse
  - Patterns of Behaviour, Booklyn Art Gallery, Brooklyn, USA
  - Wandering Around Wondering, 283 Dean st, Brooklyn, USA